# Alfred Zeller (Agrarwissenschaftler)
Alfred Zeller (* 13. Mai 1908 in Wien; † 11. März 1976 ebenda) war ein österreichischer Agrikulturchemiker und Pflanzenphysiologe.

## Leben
Zeller studierte seit 1926 an der Universität Wien Naturwissenschaften. Mit einer Doktorarbeit aus dem Gebiet der analytischen Chemie wurde er 1930 promoviert. Während des Studiums arbeitete er einige Monate als wissenschaftliche Hilfskraft bei dem Pflanzenbauwissenschaftler Theodor Roemer an der Universität Halle. Seit 1930 war er Assistent am Pflanzenphysiologischen Institut der Universität Wien. Dort habilitierte er sich 1937. Ab 1946 lehrte er als a.o. Professor an der Universität Wien. Nach Tätigkeiten an mehreren anderen Forschungsinstituten wurde er 1958 mit der Leitung der Landwirtschaftlich-chemischen Bundesversuchsanstalt Wien beauftragt. Von 1960 bis zu seiner Pensionierung im Jahre 1973 war er Direktor dieser Anstalt.
Zeller, der seit 1961 den Titel Hofrat führte, erwarb sich große Verdienste um die Entwicklung der landwirtschaftlichen Chemie in Österreich. Zu seinen Forschungsschwerpunkten gehörten Untersuchungen über die Fettbildung und Fettspeicherung der Pflanzen. Für sein wissenschaftliches Lebenswerk wurde er mehrfach ausgezeichnet, u. a. erhielt das Große Ehrenzeichen für Verdienste um die Republik Österreich. Der Verband Deutscher Landwirtschaftlicher Untersuchungs- und Forschungsanstalten verlieh ihm die Sprengel-Liebig-Medaille in Gold.

## Schriften
- Ein Jahrhundert im Dienste der Landwirtschaft. Porträt einer wissenschaftlichen Anstalt. In: 100 Jahre Landwirtschaftlich-chemische Bundesversuchsanstalt Wien 1870–1970. Eine Festschrift. Herausgegeben von Hofrat Univ.-Prof. Dr. Alfred Zeller. Wien 1970, S. 3–34.